# دانيال غونزاليس
دانيال غونزاليس (12 يوليو 1992 بيلم في الولايات المتحدة - ) هو لاعب كرة قدم أمريكي ومكسيكي في مركز الوسط. لعب مع اوكلاهوما سيتي أنرجي وKitsap Pumas ‏.

## وصلات خارجية
- دانيال غونزاليس على موقع قاعدة بيانات كرة القدم.إي يو (الإنجليزية)